# Ústřední spolek českých žen
Ústřední spolek českých žen (Centralförbundet för tjeckiska kvinnor) var en kvinnoorganisation i Tjeckien, verksam 1897-1918.
Det var en tjeckisk utbildnings-, politisk- och välgörenhetsförening för kvinnor som verkade i de tjeckiska länderna från 1897 till 1918. Den skapades med ambitionen att förena tjeckiska kvinno- och feministiska föreningar i Österrike-Ungern, som tjeckien var del av på den tiden, under en organisation. Det blev därmed den första centrala kvinnokroppen för tjeckiska kvinnor och tog sig därefter av att försvara deras intressen i jämställdhet, inklusive lika sociala möjligheter, mer tillgänglig utbildning och rösträtt.